# Fuchshof (Creglingen)
Der Fuchshof, auch Fuchsmühle, ist eine Kleinsiedlung auf der Gemarkung des Creglinger Stadtteils Frauental im Main-Tauber-Kreis im fränkisch geprägten Nordosten Baden-Württembergs.

## Geographie

### Geographische Lage und Natur
Der Fuchshof liegt im westwärts laufenden Muschelkalktal der Steinach am rechten Ufer des kleinen Flusses. Wenig unterhalb des Fuchshofs mündet der Talgraben aus einem kurzen Seitental von links in die Steinach, die selbst etwa sieben Kilometer weiter flussabwärts und etwa einen Kilometer südöstlich von Bieberehren von rechts in die mittlere Tauber mündet.
Etwa ab dem Fuchsberg am Fuchshof unterhalb Frauentals setzen am rechten Hang heckenüberwachsene Steinriegel ein, die, von wenigen Waldstücken unterbrochen, sich bis zum Eintritt ins Taubertal fortsetzen. Die Steinriegellandschaft und zahlreiche Trockenmauern sowie Treppenstäffele zeugen vom früheren Weinanbau. Mächtige Einzelbäume in einer Landschaft mit Halbtrockenrasenflächen entstanden vermutlich durch Schafhut. In der schmalen Auensohle finden wenige Wiesenflächen Platz. Die steilen Hänge des Tals werden rechts von Wald, links von einer Verbuschungslandschaft eingenommen.
Nach etwa zwei Kilometern in nördlicher und östlicher Richtung folgt jeweils die Landesgrenze von Baden-Württemberg und Bayern.

### Nachbargemeinden
Der Fuchshof liegt etwa ein Kilometer westlich des Creglinger Stadtteils Frauental. Niedersteinach folgt nach etwa zwei Kilometern in nordwestlicher Richtung, Brauneck nach etwa vier Kilometern in nordwestlicher Richtung und die Stadt Creglingen nach etwa sechs Kilometern in südwestlicher Richtung.

## Geschichte
Im Jahre 1858 wurde der Fuchshof erstmals urkundlich erwähnt. Am 1. Februar 1972 wurde die Gemeinde Frauental, zu der der Fuchshof gehörte, in die Stadt Creglingen eingegliedert.

## Kulturdenkmale

### Bäuerliches Gerätemuseum
Im Fuchshof befindet sich ein bäuerliches Gerätemuseum.

## Verkehr
Die Kreisstraße 2875 führt direkt am Fuchshof vorbei.